# Malishka
Malishka (in armeno Մալիշկա?) è un comune di 4 533 abitanti (2008) della Provincia di Vayots Dzor in Armenia.